# Fiat voluntas tua
La locuzione latina Fiat voluntas tua, tradotta letteralmente, significa sia fatta la tua volontà. È tratta dal Vangelo secondo Matteo: 6,10.
È una delle richieste della preghiera del Padre nostro, in latino Pater noster, con la quale il fedele manifesta l'obbedienza alla volontà di Dio.
La locuzione, nel linguaggio parlato, si usa per indicare le occasioni in cui bisogna trangugiare qualche boccone amaro.